# Raveniola afghana
Espèce
Raveniola afghana est une espèce d'araignées mygalomorphes de la famille des Nemesiidae.

## Distribution
Cette espèce est endémique d'Afghanistan. Elle se rencontre dans les provinces de Bamiyan et de Wardak dans les monts Koh-i-Baba.

## Description
La femelle holotype mesure 26,80 mm.

## Systématique et taxinomie
Cette espèce a été décrite par Zonstein en 2024.

## Étymologie
Son nom d'espèce lui a été donné en référence au lieu de sa découverte, l'Afghanistan.

## Publication originale
- Zonstein, 2024 : « A revision of the spider genus Raveniola (Araneae, Nemesiidae). II. Species from Central Asia. » European Journal of Taxonomy, vol. 967, p. 1-185 (texte intégral).